# Новий Нарт
Новий Нарт (пол. Nowy Nart) — село в Польщі, у гміні Єжове Ніжанського повіту Підкарпатського воєводства.
Населення — 481 особа (2011).
У 1975-1998 роках село належало до Тарнобжезького воєводства.

## Демографія
Демографічна структура станом на 31 березня 2011 року:
|          | Загалом | Допрацездатний вік | Працездатний вік | Постпрацездатний вік |
| -------- | ------- | ------------------ | ---------------- | -------------------- |
| Чоловіки | 256     | 59                 | 165              | 32                   |
| Жінки    | 225     | 49                 | 115              | 61                   |
| Разом    | 481     | 108                | 280              | 93                   |